# 拉内代恩
拉内代恩（法語：Lannédern，法語發音：[lanedɛʁn]）是法国菲尼斯泰尔省的一个市镇，属于沙托兰区。

## 地理
拉内代恩（48°18'2"N, 3°53'50"W）面积12.43 平方千米，位于法国布列塔尼大區菲尼斯泰尔省，该省份为法国最西部的省份，位于布列塔尼半岛西部，北西南三面环大西洋，东临阿摩尔滨海省和莫尔比昂省。
与拉内代恩接壤的市镇（或旧市镇、城区）包括：布拉斯帕尔、勒克卢瓦特尔-普莱邦、洛凯夫雷特、普莱邦、普洛内韦迪福。

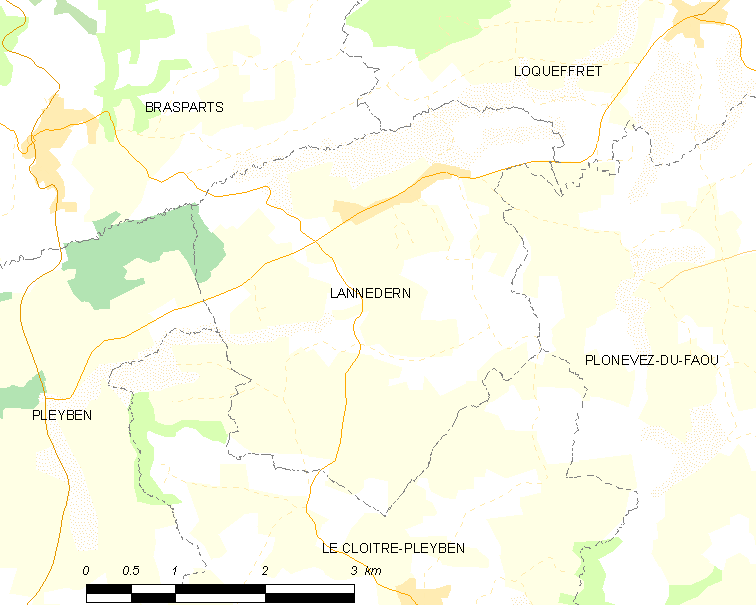
拉内代恩的OSM定位图

拉内代恩的时区为UTC+01:00、UTC+02:00（夏令时）。

## 行政
拉内代恩的邮政编码为29190，INSEE市镇编码为29115。

## 政治
拉内代恩所属的省级选区为布列克县。

## 人口

1962-2008年间拉内代恩人口变化图示

拉内代恩于2022年1月1日时的人口数量为321人。